# Мантенья, Джо
Джо Мантенья (англ. Joe Mantegna; 13 ноября 1947, Чикаго, Иллинойс, США) — американский актёр, сценарист, продюсер, режиссёр итальянского происхождения. Наиболее известен ролями в фильмах «Крёстный отец 3», «Младенец на прогулке, или Ползком от гангстеров», «Прощание с Парижем», ролью Дэвида Росси в телесериале «Мыслить как преступник» и озвучиванием Жирного Тони в мультсериале «Симпсоны».

## Биография

### Ранние годы
Мантенья появился на свет 13 ноября 1947 года в Чикаго в семье италоамериканского происхождения. Его родителями были Мэри Энн Новелли; (1916–2017), занимающаяся перевозками и родом из Аквавива-делле-Фонти в Апулии, Италия, и Джозеф Генри Мантенья (1913–1971), работавший страховым агентом и прибывший из Калашибетты в Сицилии. Он скончался в 1971 году от туберкулеза.
Воспитываясь в католической традиции, Мантенья обучался в J. Sterling Morton High School East, расположенной в Цицеро, штат Иллинойс. Позже он учился в колледже Мортона и Goodman School of Drama, находящейся в Чикаго, однако оставил учебу незадолго до получения диплома в 1969 году.
В молодости он играл на бас-гитаре в группе под названием The Apocryphals, которая позднее выступала с другой местной группой – The Missing Links, из которой в итоге сформировалась группа Chicago. На 2007 год Мантенья продолжал поддерживать близкие отношения с оригинальным составом Chicago.
Свою карьеру в киноиндустрии он начал как фотограф, создавая портреты.

### Карьера
Мантенья начал свою карьеру актера в чикагской версии мюзикла «Волосы» в 1969 году и впервые вышел на сцену Бродвея в пьесе «Работа» в 1978 году. Он был соавтором пьесы «Отбеливатель-бродяга», получившей признание, которую первоначально поставила Organic Theater Company в Чикаго, и входил в ее первый состав. В фильме «Ксанаду» (1980) у него была небольшая роль, которую вырезали, однако он все равно получает остаточные гонорары, так как его имя указано в титрах.
Мантенья заслужил премию «Тони» за исполнение роли Ричарда Ромы в театральной работе Дэвида Мамета «Гленгарри Глен Росс» и активно сотрудничал с ним на протяжении многих лет.
Его киношный дебют состоялся в фильме «Медуза Челленджер» (1977). Он сыграл аморального дантиста в «Компромиссных позициях» (1985) и появился в эпизоде «Сумеречной зоны» в 1985 году. Среди его ранних работ — второстепенные роли в «Денежной яме», «Дурмане» и «Подозреваемом».
Также он снялся в успешных фильмах Мамета, таких как «Дом игр» и «Вещи меняются», и получил награду за лучшую мужскую роль на Венецианском кинофестивале вместе с Дон Амиче. В 1991 году он участвовал в полицейском триллере Мамета «Убийство».
Мантенья исполнял разнообразные роли — от комедийных, таких как диск-жокей в «Пустоголовых», до драматических, среди которых гангстер Джоуи Заса в «Крестном отце 3» и номинированная на «Эмми» роль Дина Мартина в «Крысиная стая».
Он также озвучивает Энтони «Толстого Тони» Д'Амико в «Симпсонах» и настойчиво участвует в озвучке персонажа, независимо от объема текста. В 2002 году Мантенья проиграл судью в сериале CBS «Первый понедельник».
26 апреля 2004 года он получил награду «За достижения всей жизни» на итальянском кинофестивале в Лос-Анджелесе. 11 августа 2007 года Мантенья присоединился к сериалу «Мыслить как преступник», заменив Мэнди Патинкина и снявшись в нескольких эпизодах. Его отношения с коллегами, особенно с Шемаром Муром, близки. С 2006 года он совместно проводит концерт на Национальный день памяти в Вашингтоне с Гэри Синизом.
В 2016 году он участвовал в мероприятии в Музее искусств округа Лос-Анджелес, читая стихи Габриэле Тинти о Геркулесе. Мантенья также способствовал карьере Верна Тройера и вручил ему премию Media Access Award перед его смертью.

### Личная жизнь
Мантенья связал себя узами брака с Арлин Врель 3 октября 1975 года. В интервью на шоу The Talk он упомянул, что 300-й эпизод «Мыслить как преступник» вышел в эфир 3 октября 2018 года, совпав с 43-й годовщиной их свадьбы. В этом разговоре он также выразил сожаление о том, что работал в этот памятный день.
У пары две дочери: Миа и Джиа. Арлин владела рестораном чикагской кухни в Бербанке, Калифорния, под названием Taste Chicago, который закрылся 22 марта 2019 года по личным обстоятельствам. Миа, родившаяся в 1987 году и имеющая диагноз аутизм, работает визажистом и часто появляется на KCAL-TV со своим отцом в поддержку Месяца осведомленности об аутизме в апреле. Джиа, появившаяся на свет в 1990 году, приняла имя Джиа в восемнадцатилетнем возрасте.
Мантенья — преданный болельщик «Чикаго Кабс» и не раз исполнял знаменитую песню «Take Me Out to the Ball Game» во время седьмого иннинга. Это также находило отражение в сериале «Мыслить как преступник», где кабинет его персонажа Дэвида Росси украшен символикой команды.
В 1988 году во время спектакля Speed the Plow Мантенья столкнулся с заболеванием, известным как паралич Белла. Хотя врачи считали его временным, некоторые черты его лица до сих пор напоминают о перенесенной болезни.

## Избранная фильмография
| Год       |    | Русское название                                | Оригинальное название            | Роль                             |
| --------- | -- | ----------------------------------------------- | -------------------------------- | -------------------------------- |
| 1978      | ф  | Элвис                                           | Elvis                            | Джо Эспозито                     |
| 1980—1981 | с  | Мыло                                            | Soap                             | Хуан Уан                         |
| 1985      | ф  | Компрометирующие позы                           | Compromising Positions           | Брюс Флекстайн                   |
| 1986      | ф  | Долговая яма                                    | The Money Pit                    | Арт Ширк                         |
| 1986      | ф  | Не в своей тарелке                              | Off Beat                         | Пит Питерсон                     |
| 1986      | ф  | Три амиго                                       | Three Amigos!                    | Гарри Флаглман                   |
| 1987      | ф  | Критическое состояние                           | Critical Condition               | Артур Чемберс                    |
| 1987      | с  | Сумеречная зона                                 | The Twilight Zone                | Гарри Доббс                      |
| 1987      | ф  | Дом игр                                         | House Of Games                   | Майк                             |
| 1987      | ф  | Сорняки                                         | Weeds                            | Кармайн                          |
| 1987      | ф  | Подозреваемый                                   | Suspect                          | Чарли Стелла                     |
| 1988      | ф  | Всё меняется                                    | Things Change                    | Джерри                           |
| 1990      | ф  | Крёстный отец 3                                 | The Godfather Part III           | Джоуи Заза                       |
| 1990      | ф  | Элис                                            | Alice                            | Джо                              |
| 1991      | ф  | Непредвиденное убийство                         | Homicide                         | Бобби Голд                       |
| 1991      | ф  | Багси                                           | Bugsy                            | Джордж Рафт                      |
| 1991—2021 | мс | Симпсоны                                        | The Simpsons                     | Жирный Тони                      |
| 1992      | тф | Летние товарищи                                 | The Comrades of Summer           | Спарки Смит                      |
| 1992      | ф  | Тело как улика                                  | Body of Evidence                 | Роберт Гарретт                   |
| 1993      | с  | Субботним вечером в прямом эфире                | Saturday Night Live              | Билл Сверски                     |
| 1993      | ф  | Надежда семьи                                   | Family Prayers                   | Мартин Джекобс                   |
| 1993      | ф  | В поисках Бобби Фишера                          | Searching For Bobby Fischer      | Фрэнк Вайцкин                    |
| 1993      | с  | Падшие ангелы                                   | Fallen Angels                    | Карл Стритер                     |
| 1993      | с  | Фрейзер                                         | Frasier                          | Дерек Манн                       |
| 1994      | ф  | Младенец на прогулке, или Ползком от гангстеров | Baby’s Day Out                   | Эдди                             |
| 1994      | ф  | Пустоголовые                                    | Airheads                         | Иэн                              |
| 1995      | ф  | Прощание с Парижем                              | Forget Paris                     | Энди                             |
| 1995      | ф  | Вне подозрений                                  | Above Suspicion                  | Алан Райнхарт                    |
| 1996      | ф  | Око за око                                      | An Eye For An Eye                | детектив-сержант Денилло         |
| 1996      | ф  | Близко к сердцу                                 | Up Close and Personal            | Баки Терранова                   |
| 1996      | ф  | Альбино Аллигатор                               | Albino Alligator                 | Джи Ди Браунинг                  |
| 1996      | ф  | Худеющий                                        | Thinner                          | Ричи Джинелли                    |
| 1997      | с  | Последний дон                                   | The Last Don                     | Пиппи Де Лена                    |
| 1997      | мс | Ох уж эти детки!                                | Rugrats                          | Джек Монтелло / второй обедающий |
| 1998      | тф | Крысиная стая                                   | The Rat Pack                     | Дин Мартин                       |
| 1998      | ф  | Знаменитость                                    | Celebrity                        | Тони Гарделла                    |
| 1999      | ф  | Высоты свободы                                  | Liberty Heights                  | Нейт Курцман                     |
| 2001      | с  | Клан Сопрано                                    | The Sopranos                     | голос в рекламе «Мерседеса»      |
| 2003—2005 | с  | Новая Жанна д’Арк                               | Joan of Arcadia                  | Уилл Джирарди                    |
| 2005      | ф  | Девять жизней                                   | Nine Lives                       | Ричард                           |
| 2006      | мс | Ким Пять-с-плюсом                               | Kim Possible                     | Джимми Бламхаммер                |
| 2007      | ф  | Элвис и Анабелль                                | Elvis and Anabelle               | Чарли Моро                       |
| 2007      | ф  | Голый страх                                     | Naked Fear                       | шериф Том Беник                  |
| 2007      | мф | Симпсоны в кино                                 | The Simpsons Movie               | Жирный Тони                      |
| 2007—2020 | с  | Мыслить как преступник                          | Criminal Minds                   | Дэвид Росси                      |
| 2008      | мф | Лига Справедливости: Новый барьер               | Justice League: The New Frontier | Крунер                           |
| 2008      | ф  | Красный пояс                                    | Redbelt                          | Джерри Вайсс                     |
| 2010      | ф  | День святого Валентина                          | Valentine’s Day                  | злой водитель                    |
| 2011      | мф | Тачки 2                                         | Cars 2                           | Грем                             |
| 2011      | ки | —                                               | Cars 2: The Video Game           | Грем                             |
| 2016—2017 | с  | Мыслить как преступник: За границей             | Criminal Minds: Beyond Borders   | Дэвид Росси                      |
| 2022      | с  | Барри                                           | Barry                            | в роли самого себя               |

## Награды и номинации
| Награда                    | Год  | Категория                                                                    | Название работы       | Результат |
| -------------------------- | ---- | ---------------------------------------------------------------------------- | --------------------- | --------- |
| Венецианский кинофестиваль | 1988 | Лучшая мужская роль                                                          | Всё меняется          | Победа    |
| Золотой глобус             | 1999 | Лучшая мужская роль второго плана в телесериале, мини-сериале или телефильме | Крысиная стая         | Номинация |
| Эмми                       | 1997 | Лучшая мужская роль второго плана в мини-сериале или телефильме              | Последний дон         | Номинация |
| Эмми                       | 1999 | Лучшая мужская роль второго плана в мини-сериале или телефильме              | Крысиная стая         | Номинация |
| Эмми                       | 2007 | Лучшая мужская роль второго плана в мини-сериале или телефильме              | Развод по-голливудски | Номинация |
| Тони                       | 1984 | Лучшая мужская роль второго плана в пьесе                                    | Гленгарри Глен Росс   | Победа    |